# Microsoft Notification Protocol
Microsoft Notification Protocol (MSNP, noto anche come Mobile Status Notification Protocol) è un protocollo di messaggistica istantanea sviluppato da Microsoft per l'utilizzo di .NET Messenger Service e i client di messaggistica istantanea che si connettono ad esso, come ad esempio Windows Live Messenger. MSNP è usato per la prima volta con la prima versione di MSN Messenger nel 1999.